# Meşelitürkmenler, Bafra
Meşelitürkmenler là một xã thuộc huyện Bafra, tỉnh Samsun, Thổ Nhĩ Kỳ. Dân số thời điểm năm 2010 là 722 người.